# Rocco Forte Hotels
Rocco Forte Hotels è un marchio della Rocco Forte & Family PLC. La società è proprietaria e co-proprietaria (in joint venture con Uberior Investments, una controllata della Bank of Scotland) di esclusivi hotel di lusso a 5 stelle.
Rocco Forte Hotels è il più grande operatore di hotel ultra-lusso in Europa con 12 proprietà a 5 stelle. Tutti gli hotel sono membri di The Leading Hotels of the World.
La società con sede a Londra è una proprietà di Rocco Forte, che è il figlio erede del defunto magnate degli alberghi Charles Forte. Dopo aver perso i diritti della denominazione Forte nel 1996, Sir Rocco Forte chiamò la società RF Hotel, cambiato in Rocco Forte Hotels, nel 2003 e The Rocco Forte Collection, il 29 luglio 2007. Dal 2011 torna nuovamente Rocco Forte Hotels.
Uffici della società si trovano a Londra, Roma, Francoforte, Mosca, Madrid, New York e Los Angeles.
La famiglia Forte detiene il 51% della società, mentre il restante 49% è stato acquisito a dicembre 2023 dal fondo saudita Public Investment Fund, che ha investito nell'operazione 1,4 miliardi di euro con l'obiettivo di raddoppiare le dimensioni del brand di lusso nei prossimi 5 anni, in particolare con nuove aperture in Medio Oriente.

## Hotel
- Verdura Resort nella Valle del Verdura a Sciacca, (Sicilia)[3]  - co-proprietaria
- Brown's Hotel a Londra - co-proprietaria
- Grand Hotel Villa Igiea a Palermo - dall'11/2018 *in ristrutturazione
- Hotel Amigo a Bruxelles - co-proprietaria
- Hotel Astoria a San Pietroburgo - proprietaria
- Hotel de Rome a Berlino - gestore
- Hotel de Russie a Roma - gestore
- Hotel De la Ville a Roma
- Masseria Torre Maizza a Savelletri di Fasano (BR) in Puglia
- Hotel Savoy a Firenze - proprietaria
- The Balmoral ad Edimburgo - gestore
- The Charles Hotel a Monaco di Baviera - co-proprietaria
- Villa Kennedy a Francoforte sul Meno - co-proprietaria
- L'Angleterre Hotel a San Pietroburgo, Russia, è di proprietà della Rocco Forte & Family PLC ma non fa parte di Rocco Forte Hotels.